# 南梦宫
南夢宮（日語：株式会社ナムコ，縮寫“NAMCO”，台灣譯為拿姆科；或譯為南睦可）是日本一家知名的电视游戏和街机游戏生产商，由中村雅哉於1955年建立。公司建立時名為株式會社中村製作所，於1971年正式啟用「NAMCO」商標，1977年正式更名為「株式會社NAMCO」（Namco Limited）。南梦宫与万代于2005年9月29日合并，產生新的公司名為万代南梦宫控股，將南梦宫轉為旗下公司。2006年3月31日，南夢宮電子遊戲部門併入新成立的萬代南梦宫遊戲（現萬代南梦宫娛樂），重建成為主題樂園等設施營運部門。2018年4月1日，南夢宮接手万代南梦宫娛樂的街機部門，並改名為「万代南梦宫游乐」（株式会社バンダイナムコアミューズメント，BANDAI NAMCO Amusement Inc.），但部份主題樂園和海外分公司的NAMCO品牌仍保留。

## 歷史

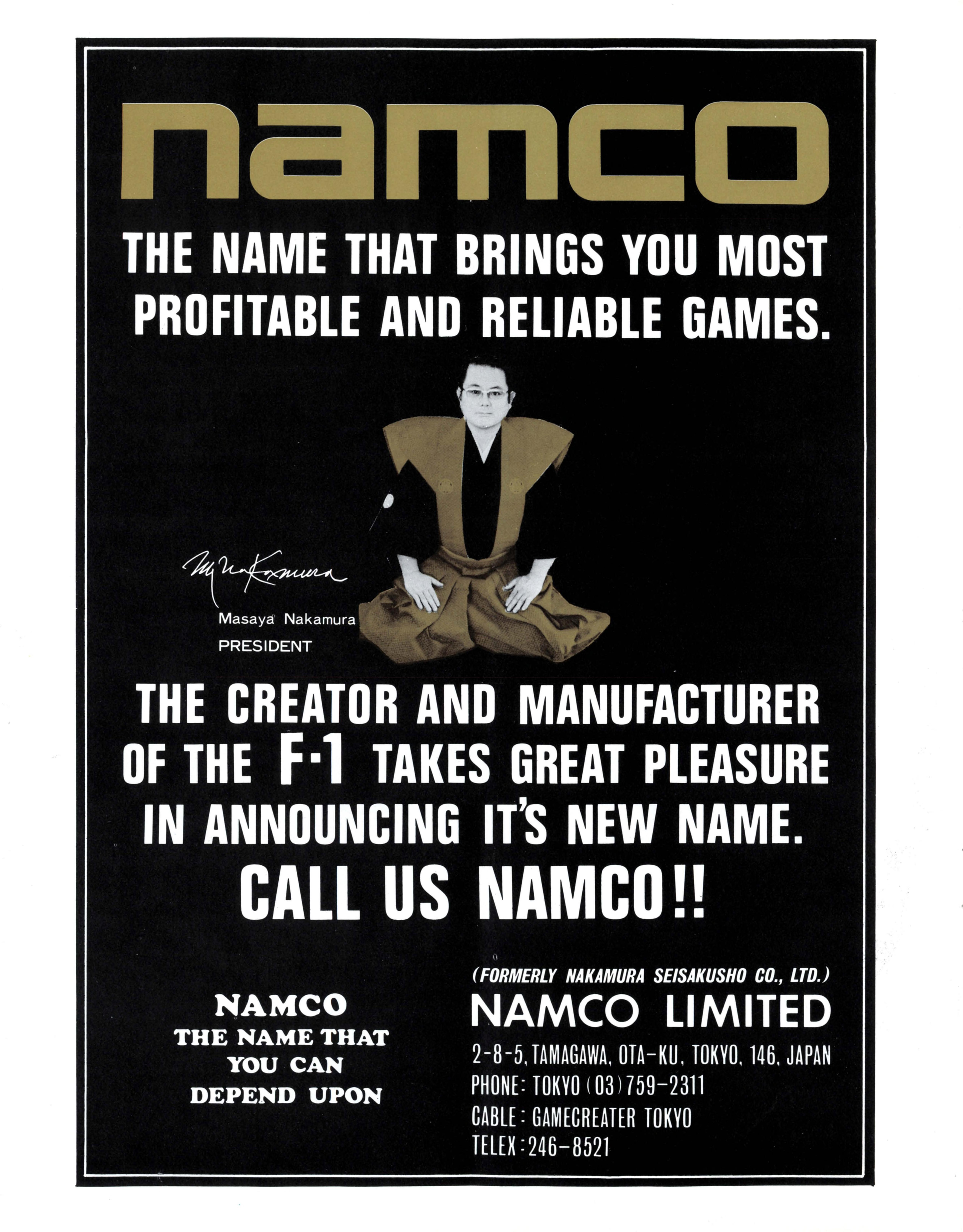
1977年南梦宫更名的广告

南夢宮在1955年6月1日由中村雅哉在東京都池上創辦，当时叫做中村製作所（Nakamura Manufacturing），一開始是在百貨店頂樓擺設2部電動木馬乘坐機。中村製作所在1977年正式更名为南夢宮（NAMCO），同年在香港設立南港企業亞洲有限公司（Namco Enterprises Asia Ltd.）。2005年為南夢宮創立50周年。

## 主要業務

### 电子游戏
2006年3月31日以前，現由萬代南夢宮娛樂負責管理。
- 鐵板陣
- 小精靈
- 迷魂車
- 迷宮塔
- 霸王的大陆
- 空戰奇兵系列
- 實感賽車系列（リッジレーサーシリーズ）
- 鐵拳系列
- 魂之系列
- 傳奇系列
- 風之少年系列
- 太鼓之達人系列
- 灣岸Mid-Night Maximum Tune
- 異域傳說系列
- 偶像大師系列

### 主題樂園
2018年4月1日後由萬代南夢宮遊樂負責管理，保留原有品牌。
香港（由南港企業亞洲負責管理）

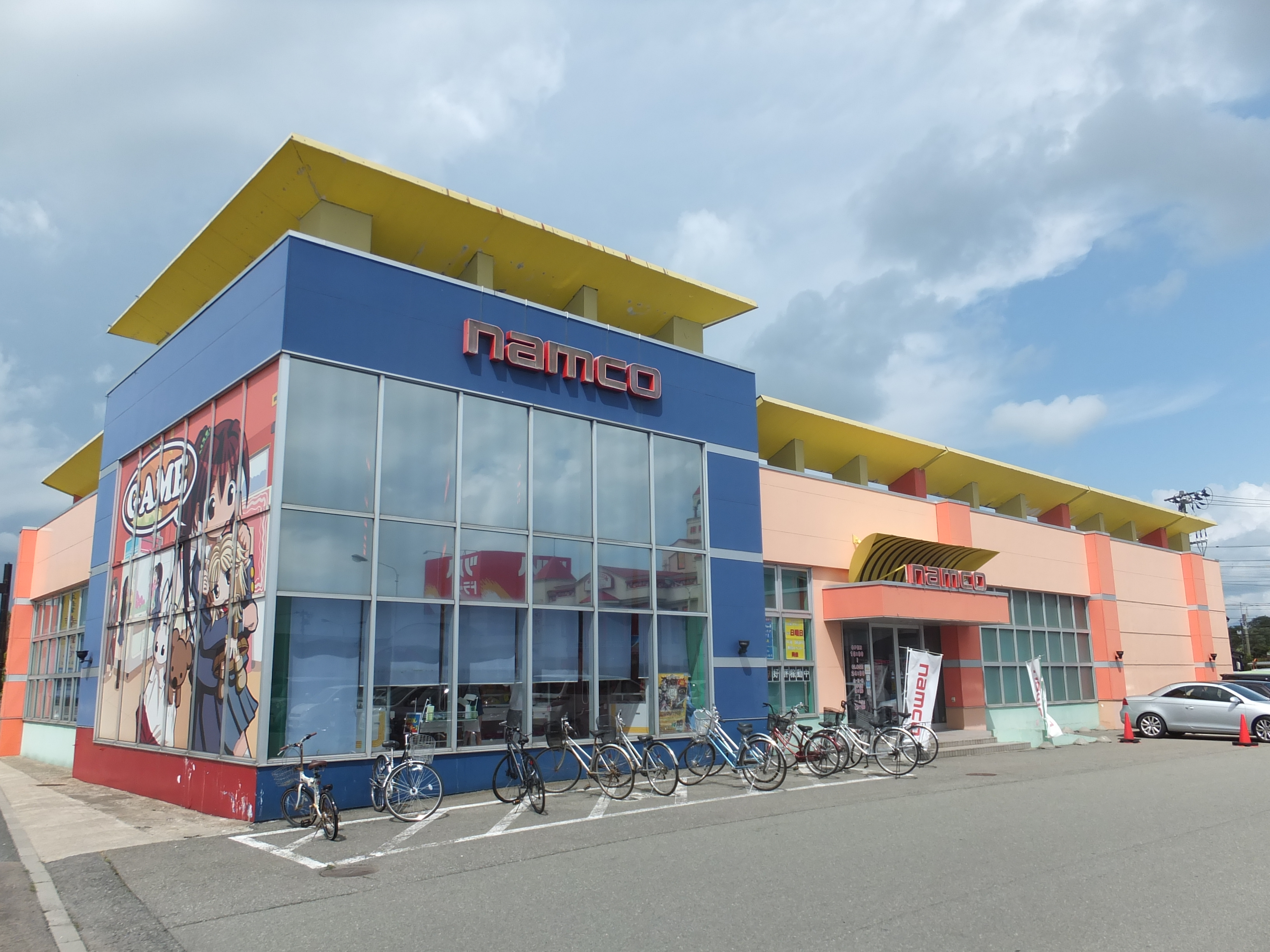
日本NAMCO Plabo Akita

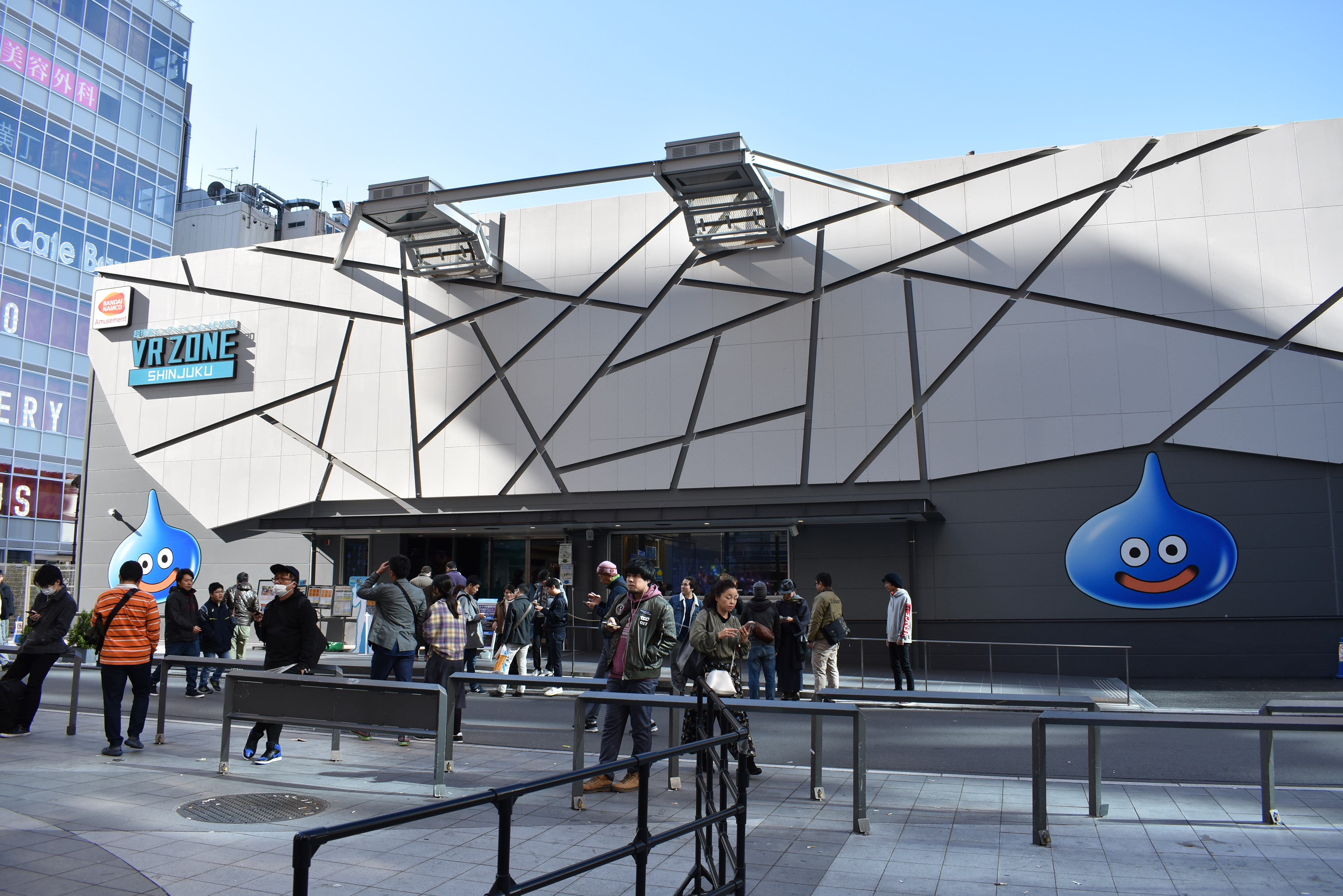
日本最大VR樂園VR ZONE Shinjuku

全香港首間南夢宮於1984年在尖沙咀新港中心地庫開幕，曾是全香港面積最大的分店。後於90年代開設於銅鑼灣世貿中心及屯門屯門市廣場，以及部分吉之島百貨（即現今的永旺百貨）位於樂富、將軍澳和黃埔分店內。再分別於2006年7月及8月開設於旺角朗豪坊及粉嶺碧湖花園商場。截至2025年3月，全香港一共有16家分店。

### 分店地址
- NAMCO 旺角店 - 九龍旺角亞皆老街8號朗豪坊9樓03-11號舖（2012年12月重開）
- NAMCO 荃灣西店 - 新界荃灣楊屋道1號荃新天地2期UG層UG26-28及UG37-38號舖（2015年1月開幕）
- NAMCO 荃灣店 - 新界荃灣青山公路荃灣段398號愉景新城2樓2071號舖（2016年1月21日開幕）
- NAMCO 將軍澳Asobi Park PLUS - 新界將軍澳PopCorn 2，1樓F111至112號舖（2017年10月12日開幕）
- NAMCO 杏花邨店 - 港島盛泰道100號杏花新城2樓204A&B號舖（2018年3月22日開幕）
- NAMCO 樂富店 - 九龍橫頭磡聯合道198號UNY樂富廣場1期2樓2101號（新店於2019年11月1日開幕；曾多次搬遷）
- NAMCO 新蒲崗店 - 九龍新蒲崗太子道東638號，譽·港灣Mikiki商場地下G30-32號舖（2020年2月15日開幕）
- NAMCO 九龍灣店 - 九龍九龍灣偉業街33號德福廣場二期5樓501A號舖（2020年9月11日開幕）
- NAMCO 康城店 - 新界將軍澳康城路1號，The LOHAS 康城4樓403，404及405號舖（2020年11月26日開幕）
- NAMCO 屯門店 - 新界屯門屯順街1號屯門市廣場一期2樓2190A號舗（2021年3月3日開幕）
- NAMCO 大角咀店 - 九龍大角咀海庭道18號奧海城二期地下G31-G33&G35號舖（2022年9月22日開幕）
- NAMCO 大圍店 - 新界大圍車公廟路18號圍方4樓401號舗（2023年8月25日開幕）
- NAMCO 啟德 Sports Park店 - 九龍啟德體育園零售館Mall2 3樓305及306舗（2024年12月21日開幕）
- NAMCO 大埔店 - 新界大埔南運路9號新達廣場1樓（2024年12月底開幕）
- NAMCO 銅鑼灣店 - 港島銅鑼灣告士打道311號皇室堡2樓215-216B號舗（2024年12月底開幕）
- NAMCO 元朗店 - 新界元朗朗日路8號YOHO MALL 形點2期1樓A112號舖 （2025年1月21日開幕）

已結業分店:
- NAMCO 屯門店 Wonder Park - 新界屯門屯順街1號屯門市廣場一期2樓2010-11及2016-20號舖（不詳）
- NAMCO 尖沙咀店 Wonder Park Plus - 九龍尖沙咀廣東道30號新港中心地庫（2001年6月結業）
- NAMCO 將軍澳店 Wonder Park - 新界將軍澳重華路8號東港城吉之島1樓L102號舖（2007年6月30日結業）
- NAMCO 樂富店 Wonder Park - 九龍樂富磡聯合道198號樂富中心二期吉之島3樓L301號舖（2010年2月28日結業）
- NAMCO 黃埔店 Wonder Park - 九龍紅磡黃埔花園第八期永旺百貨B1層05-16號舖（2013年結業）
- NAMCO 銅鑼灣店 Wonder Park Plus - 港島銅鑼灣世貿中心（WTC MALL）6樓（2014年3月31日結業）
- NAMCO 粉嶺店 Wonder Park - 新界粉嶺碧湖花園商場高層29及29A號舖（2018年3月23日結業）
- NAMCO 何文田店 - 九龍何文田佛光街80號何文田廣場3樓322-323號舖（2019年5月1日開幕，於2025年1月1日結業）

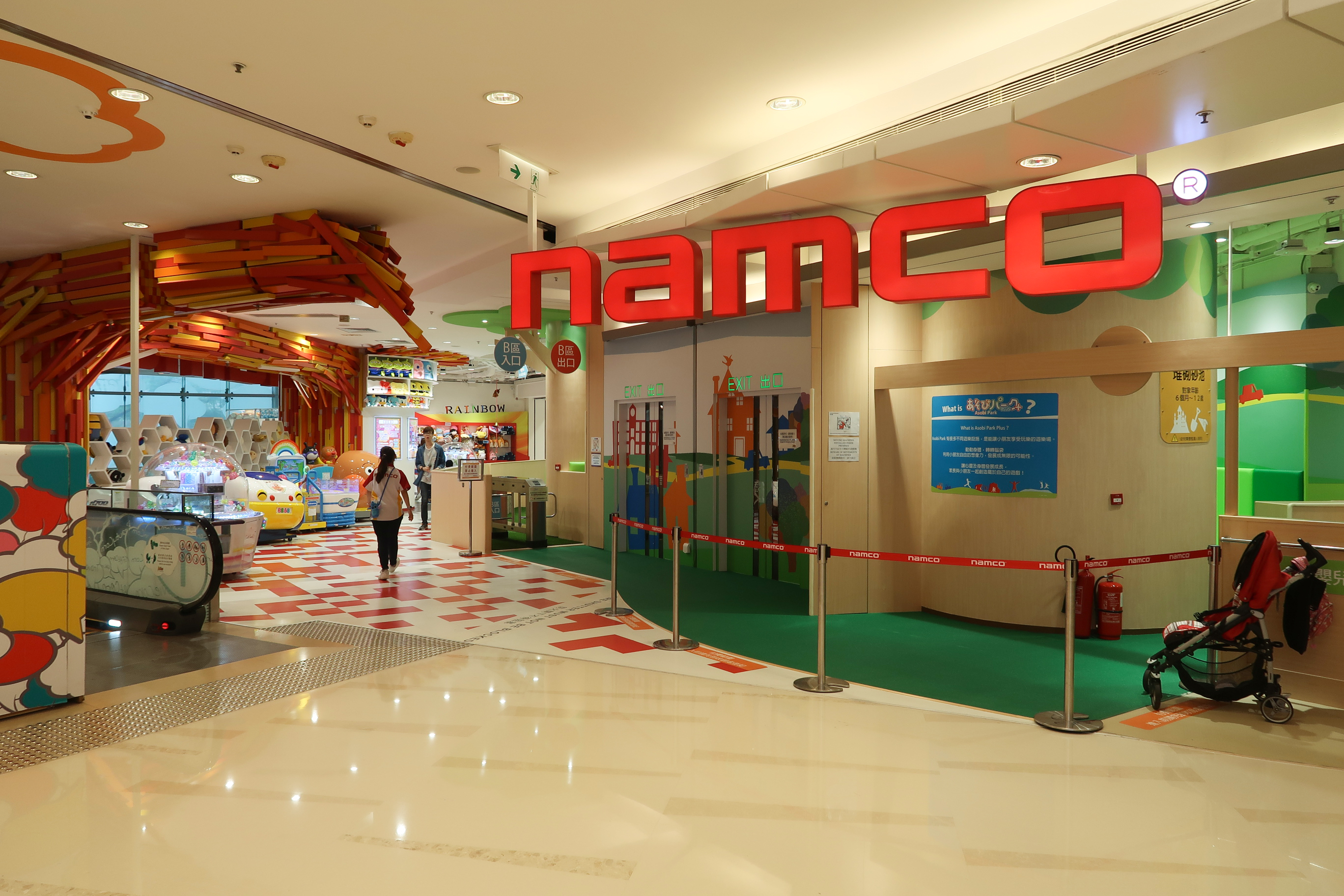
香港將軍澳PopCorn的NAMCO旗艦店

## 來源
1. 1 2  .   [2008-08-23]. （原始内容存档于2009-03-28） （日语）.
2. ↑  .   [2008-08-23]. （原始内容存档于2008-04-24） （日语）.